# Revival technologique
Le revival technologique, que l'on peut également appeler réminiscence technologique, consiste à utiliser la technologie d'aujourd'hui pour faire revivre du contenu technologique d'hier.

## Domaine d'application du revival technologique
Le revival technologique s'inscrit dans le cadre d'une certaine nostalgie du contenu multimédia d'hier (radio, télévision, jeux vidéo...) et s'exprime pleinement avec l'avènement du Web 2.0.
Il peut prendre différentes formes :
- Utiliser les nouvelles possibilités technologiques pour faire revivre des programmes radiophoniques ou télévisuels d'hier.

L'avènement de l'Internet haut débit autorise désormais cette pratique, notamment auprès du grand public. En effet, les contenus multimédias anciens sont relativement faciles à numériser puis à mettre en ligne pour qu'ils puissent ensuite être téléchargés (NB : respect des droits d'auteurs). 
Ex. : mise en ligne sur Internet, de vieilles émissions de télévision.
- Mettre en relation un système technologique d'hier avec un système de nouvelle génération.

Ex. : brancher une console de jeux vidéo de type 1re génération (Type Nintendo Nes 8 bits) sur un vidéoprojecteur, un écran plasma...

## Termes techniques liés au revival technologique
VHS rip : Programme télévisuel mis à la disposition des internautes et dont la source d'enregistrement native provient d'une cassette type VHS (analogique)
Radio rip : Programme radiophonique mis à disposition des internautes et dont la source d'enregistrement native provient d'un poste de radio. 

## Contraintes d'application
Le revival technologique fonctionne assez bien avec des contenus multimédias datant des années 90, 80 ou 70. Au-delà, il devient difficile d'allier revival technologique et qualité.